# 4 Dywizja Górska (III Rzesza)
4 Dywizja Górska (inna nazwa: Dywizja Enzian) (niem. 4. Gebirgs-Division) – dywizja górska Wehrmachtu.

## Działanie
Utworzona w październiku 1940 roku w Heuberg. Do marca 1941 przebywała na poligonach, następnie przerzucona do Jugosławii. Po inwazji Niemiec na ZSRR walczyła w południowej części Rosji; jej pododdziały weszły 21 sierpnia na Elbrus na Kaukazie. Po porażce pod Stalingradem jej szlak bojowy wiódł przez Kubań, Krym, Rumunię, Węgry i Słowację. W trakcie całej II wojny światowej dywizja utraciła 11.000 zabitych i 2.500 zaginionych. 

## Skład
- 13 Pułk Strzelców Górskich
- 91 Pułk Strzelców Górskich
- 94 Zmotoryzowany Batalion Rozpoznawczy
- 94 Górski Pułk Artylerii
- 94 Batalion Uzupełnień
- 94 Batalion Pionierów
- 94 Batalion Łączności
- Oddziały dywizyjne

## Liczebność i stan
W pełnym składzie dywizja liczyła 14.000 ludzi, 6.300 zwierząt, 1.400 pojazdów, 500 karabinów maszynowych, 30 dział piechoty, 39 dział przeciwpancernych, 48 lekkich i ciężkich dział.

## Dowódcy
- generał Karl Eglseer(inne języki) (październik 1940 - październik 1942)
- generał Hermann Kreß(inne języki) (październik 1942 - sierpień 1943)
- generał Julius Braun(inne języki) (sierpień 1943 - czerwiec 1944)
- generał Karl Jank (czerwiec - lipiec 1944)
- generał Friedrich Breith(inne języki) (lipiec 1944 - luty 1945)
- generał Robert Bader (luty - kwiecień 1945)
- generał Friedrich Breith(inne języki) (kwiecień - maj 1945)